# Birrana
Birrana (Bhirrana), Birdana (Bhirdana) ou Birana (Birhana) é uma pequena vila situada no distrito de Fateabade no estado indiano de Hariana.

## Localização
Está a 220 quilômetros a noroeste de Nova Déli na auto-estrada nacional de Nova Déli-Fazilca e cerca de 14 quilômetros da sede distrital na estrada de Buna no distrito de Fateabade. é um dos muitos sítios vistos junto dos canais dos antigos sistemas ribeirinhos do Sarasvati, agora representados pelos sazonal rio Gagar que flui na moderna Hariana de Nahan para Sirsa.

## Datação
A Escavação Ramo-I, Nagpur do Serviço Arqueológico da Índia escavou o sítio em três temporadas durante 2003-04, 2004–05 e 2005-06. Segundo L. S. Rao, cerâmica de Hacra foi achada em Birrana, e é pré-harapeana, datando do VIII-VII milênio a.C..  A cultura da cerâmica de Hacra era contemporânea à Fase Harapa-Ravi (3300–2800 a.C.) do vale do Indo. Segundo Dikshit e Rami, apoiado em duas amostras de carvão, obteve-se datações para Birrana (7 570-7 180 a.C. e 6 689-6 201 a.C. respectivamente).

## Culturas
Segundo Rao, a pesquisa mostrou vários períodos culturais: Período IA (Cultura da cerâmica de Hacra); Período IB (Harapano Precoce); Período IIA (Harapano Maduro Precoce); e Período IIB (Harapano Maduro).
Período IA
Antes da pesquisa em Birrana, nenhuma cerâmica de Hacra predatando o Harapano Precoce (5500–3300 a.C.) foi exposta em qualquer sítio indiano. A cultura é caracterizada por estruturas na forma de poços habitacionais subterrâneas, cortadas no solo natural. Os muros e piso dos poços eram rebocados com aluvião amarelado do Sarasvati. Os artefatos incluem uma pulseira de cobre, uma ponta de lança de cobre, pulseiras de terracota, contas de cornalina, lápis-lazúli e esteatita, ponto de osso, sela de pedra e mó. O repertório cerâmico inclui cerâmicas com aplicação de lama, cerâmicas bronzeadas incisas (escuro e claro) e engobadas, cerâmicas cor de couro, cerâmicas bicromadas (pinturas no exterior com pigmento branco e preto), cerâmica preto no vermelho e cerâmica vermelha plana.
Período IB
No período o sítio, que era a céu aberto, foi todo ocupado. As casas foram feitas com adobe cor de couro na proporção 3:2:1. A cerâmica mostra seis texturas de Calibangam-I junto de muitas cerâmicas de Hacra. Seus artefatos incluem um selo com formato de quatro folhas feito de concha, pontas de lança, pulseiras e anéis de cobre, contas de cornalina, jaspe, lápis-lazúli, esteatita, concha e terracota, pingentes, figurinhas de touros, chocalhos, rodas, bolinhas de terracota, pulseiras de terracota e faiança, objetos em osso, bolas de funda, mármores e pilões de arenito.
Período IIA
Esse período é marcado pela transformação no plano da cidade. O sítio todo foi circundado por uma muralha defensiva. As unidades gêmeas da cidade foram planificadas; aderiu-se ao uso de cidadela e cidade inferior. As estruturas de adobe foram alinhadas com um ligeiro desvio do norte verdadeiro. As ruas, pistas e vias de comunicação foram orientadas de forma semelhante. A cerâmica mostra uma mistura de formas Harapano Precoce e Harapano Maduro. Os artefatos incluem miçangas de pedras semipreciosas (incluindo dois colares de miçangas guardados em dois potes em miniatura), pulseiras de cobre, concha, terracota e faiança, anzol, cinzel, ponta de lança de cobre, figurinhas animais de terracota e uma série de artefatos diversos.
Período IIB
A última fase de ocupação pertence ao Harapano Maduro com todas as características de uma cidade harapana desenvolvida. Os artefatos relevantes do período incluem selos de esteatita, pulseiras de cobre, terracota, faiança e concha, celtas inscritos de cobre, objetos de osso, rodas raiadas de terracota, figuras animais de terracota, miçangas de lápis-lazúli, cornalina, ágata, faiança, esteatita, terracota e objetos de pedra. Uma réplica da famosa Garota Dançarina de Moenjodaro foi encontrada gravada num caco cerâmico na forma de um grafiti. A massiva muralha fortificada da cidade foi feita de adobe, tal como as casas. Vias lineares podem ser vistas separadas das casas. Uma estrutura circular de terra cozida é provavelmente um "tandur" - uma cozinha comunitária ainda vista na Índia rural. A presença de tijolos cozidos.

## Grafiti daGarota Dançarina
Os grafitis na cerâmica de Birrana mostram garotas dançarinas e deidades do tipo "sereia"; as últimas têm postura tão similar às garotas dançantes de bronze de Moenjodaro que L. S. Rao afirmou que "(...) a delineação [das linhas do caco] é tão verdadeiro à postura, incluindo a disposição das mãos, do bronze que parece que o artesão de Birrana tinha conhecimento em primeira mão do anterior". Essas deidades ou garotas dançarinas podem representar apsarás, ou ninfas aquáticas, associadas aos ritos aquáticos certa vez difundido na Civilização do Vale do Indo.

## Outros achados
Outros achados significativos incluem rodas de terracota com raios pintados. As pessoas viviam em poços habitacionais rebocados com lama e poços também foram usados para atividade industrial e sacrifícios. Casas com várias salas foram exposta no sítio, uma delas com 10 e outra com 3 salas. Outra casa tinha uma cozinha, pátios, chulhas (fogões) na cozinha; além das chulhas, grãos carbonizados foram encontrados.